# Montcey
Montcey ist eine Gemeinde im französischen Département Haute-Saône in der Region Bourgogne-Franche-Comté.

## Geographie
Montcey liegt auf einer Höhe von 327 m über dem Meeresspiegel, etwa sieben Kilometer ostnordöstlich der Stadt Vesoul (Luftlinie). Das Dorf erstreckt sich im zentralen Teil des Départements, auf einem Hochplateau östlich des Beckens von Vesoul, zwischen den Tälern von Durgeon im Norden und Colombine im Süden.
Die Fläche des 8,12 km² großen Gemeindegebiets umfasst einen Abschnitt im Bereich des Hügellandes zwischen dem Becken von Vesoul und der Ebene von Lure. Der Hauptteil des Gebietes wird vom Plateau von Montcey eingenommen, das durchschnittlich auf 330 m liegt. Es zeigt ein lockeres Gefüge von Acker- und Wiesland sowie Waldflächen. Gegen Norden fällt das Plateau steil zum Tal des Durgeon ab; die Grenze verläuft oberhalb des Steilhanges. Entlang der Gemeindegrenzen gibt es größere Waldgebiete: im Westen der Grand Bois de Comberjon (bis 330 m), im Süden der Bois de la Craye und im Osten der Bois du Mont Aubry (363 m). Mit einem schmalen Streifen erstreckt sich das Gemeindeareal nach Nordosten bis auf die Kuppe der Côte Rouge. Mit 400 m wird hier die höchste Erhebung von Montcey erreicht. Das Hochplateau besteht aus einer widerstandsfähigen Kalkschicht der mittleren Jurazeit. Es gibt auf dem ganzen Areal kein oberirdisches Fließgewässer, weil das Niederschlagswasser im verkarsteten Untergrund versickert. Dafür sind verschiedene Karstphänomene zu finden, unter anderem die Grotte des Équevillons.
Nachbargemeinden von Montcey sind Colombier und Saulx im Norden, Calmoutier im Osten, Colombe-lès-Vesoul und Frotey-lès-Vesoul im Süden sowie Comberjon im Westen.

## Geschichte
Im Mittelalter gehörte Montcey zur Freigrafschaft Burgund und darin zum Gebiet des Bailliage d’Amont. Die lokale Herrschaft hatten die Herren von Montaigu inne. Zusammen mit der Franche-Comté gelangte das Dorf mit dem Frieden von Nimwegen 1678 definitiv an Frankreich. Heute ist Montcey Mitglied des 19 Ortschaften umfassenden Gemeindeverbandes Communauté de communes de l’agglomération de Vesoul.

## Sehenswürdigkeiten
Die Dorfkirche Saint-Juste wurde im 18. Jahrhundert errichtet. Am nördlichen Ortsausgang steht eine Kapelle im neugotischen Stil. Sie wurde 1875 für eine Statue der Heiligen Jungfrau erbaut, die bereits 1854 zum Dank für die Verschonung vor der Choleraepidemie aufgestellt wurde, welche die Region Mitte des 19. Jahrhunderts heimsuchte. Im Ortskern befindet sich ein Haus aus dem 15. Jahrhundert.

## Bevölkerung
| Jahr                       | 1962 | 1968 | 1975 | 1982 | 1990 | 1999 | 2006 |
| Einwohner                  | 133  | 136  | 168  | 179  | 212  | 222  | 213  |
| Quellen: Cassini und INSEE |      |      |      |      |      |      |      |

Mit 266 Einwohnern (1. Januar 2022) gehört Montcey zu den kleinen Gemeinden des Département Haute-Saône. Nachdem die Einwohnerzahl in der ersten Hälfte des 20. Jahrhunderts deutlich abgenommen hatte (1881 wurden noch 332 Personen gezählt), wurde von Anfang der 1970er Jahre bis 1990 wieder ein kontinuierliches Bevölkerungswachstum verzeichnet. Seither wurden nur noch geringe Schwankungen beobachtet.

## Wirtschaft und Infrastruktur
Montcey war bis weit ins 20. Jahrhundert hinein ein vorwiegend durch die Landwirtschaft (Ackerbau, Obstbau und Viehzucht) und die Forstwirtschaft geprägtes Dorf. Heute gibt es einige Betriebe des lokalen Kleingewerbes. In den letzten Jahrzehnten hat sich das Dorf zu einer Wohngemeinde gewandelt. Viele Erwerbstätige sind deshalb Wegpendler, die in der Agglomeration Vesoul ihrer Arbeit nachgehen.
Der Ort liegt abseits der größeren Durchgangsachsen an einer Departementsstraße, die von Colombier nach Dampvalley-lès-Colombe führt. Weitere Straßenverbindungen bestehen mit Frotey-lès-Vesoul und Comberjon.